# Grande Prémio de Portugal de Motovelocidade
O Grande Prémio de Portugal de MotoGP (português europeu) ou Grande Prêmio de Portugal de MotoGP (português brasileiro) é um evento motociclístico que faz parte do calendário do mundial de motoclismo.

## História
O evento foi realizado pela primeira vez em 1987 no Circuito de Jarama, na Espanha. A razão para tal foi porque o principal circuito português da altura, o Circuito do Estoril, ainda não estava pronto para ser utilizado para o motociclismo. No entanto, Portugal ainda queria sediar uma prova do campeonato naquele ano e por isso optou por usar o circuito de Jarama até que o seu próprio estivesse pronto. Em 1988, uma segunda corrida foi realizada no novo Circuito de Jerez, também em Espanha. O plano original era receber a corrida em Portugal, no circuito do Estoril, mas Jerez foi o escolhido. A corrida também foi chamada de 'EXPO' 92, referindo-se à feira de um nome semelhante realizada na cidade espanhola de Sevilha naquele ano. Isto torna Portugal o único país a acolher vários grandes prémios com bandeira e nome portugueses, apesar das localizações dos eventos não serem no próprio país.
Em 2000, o Grande Prémio de Motociclismo regressou a Portugal após o Circuito do Estoril ter sido homologado para o motociclismo internacional. Esta foi a terceira vez que Portugal acolheu um Grande Prémio, mas apenas a primeira vez que uma corrida foi realizada no próprio país. O Estoril continuou a acolher a ronda portuguesa até 2012, onde foi confirmado pela última vez depois dos proprietários do circuito do Estoril e o governo português terem chegado a um acordo. No entanto em 2013 a prova portuguesa foi abandonada em favor do Circuito das Américas nos Estados Unidos.
Na sequência da pandemia COVID-19, o Grande Prémio de Portugal voltou a ser o final da época com um calendário alterado no Campeonato do Mundo de MotoGP de 2020. O local escolhido para a realização da prova foi o Autódromo Internacional do Algarve, que é circuito reserva desde 2017. A prova decorreu sem espectadores devido à falta de distanciamento social nas arquibancadas da prova de Fórmula 1 realizada um mês antes. Em 2021, a corrida originalmente única foi trazida de volta como a terceira prova da temporada.

Circuito de Jarama, usado em 1987.
Autódromo do Estoril, usado entre 2000 e 2012.
Autódromo do Algarve, usado a partir de 2020.

## Vencedores do Grande Prémio de Portugal
| Pista | Ano      | MotoE             | MotoE      | Moto3          | Moto3      | Moto2      | Moto2      | MotoGP       | MotoGP     |
| Pista | Ano      | Piloto            | Construtor | Piloto         | Construtor | Piloto     | Construtor | Piloto       | Construtor |
| ----- | -------- | ----------------- | ---------- | -------------- | ---------- | ---------- | ---------- | ------------ | ---------- |
| 2024  | Portimão | Nicholas Spinelli | Ducati     | Daniel Holgado | Gas Gas    | Arón Canet | Kalex      | Jorge Martín | Ducati     |
| 2024  | Portimão | Mattia Cassadei   | Ducati     | Daniel Holgado | Gas Gas    | Arón Canet | Kalex      | Jorge Martín | Ducati     |

| Ano  | Pista    | Moto3           | Moto3   | Moto2            | Moto2   | MotoGP            | MotoGP | Resumo   |
| Ano  | Pista    | Piloto          | Moto    | Piloto           | Moto    | Piloto            | Moto   | Resumo   |
| ---- | -------- | --------------- | ------- | ---------------- | ------- | ----------------- | ------ | -------- |
| 2023 | Portimão | Daniel Holgado  | KTM     | Pedro Acosta     | Kalex   | Francesco Bagnaia | Ducati | Detalhes |
| 2022 | Portimão | Sergio García   | Gas Gas | Joe Roberts      | Kalex   | Fabio Quartararo  | Yamaha | Detalhes |
| 2021 | Portimão | Pedro Acosta    | KTM     | Raúl Fernández   | Kalex   | Fabio Quartararo  | Yamaha | Detalhes |
| 2020 | Portimão | Raúl Fernández  | KTM     | Remy Gardner     | Kalex   | Miguel Oliveira   | KTM    | Detalhes |
| 2012 | Estoril  | Sandro Cortese  | KTM     | Marc Márquez     | Suter   | Casey Stoner      | Honda  | Detalhes |
| Ano  | Pista    | 125cc           | 125cc   | Moto2            | Moto2   | MotoGP            | MotoGP | Resumo   |
| Ano  | Pista    | Piloto          | Moto    | Piloto           | Moto    | Piloto            | Moto   | Resumo   |
| 2011 | Estoril  | Nicolás Terol   | Aprilia | Stefan Bradl     | Kalex   | Dani Pedrosa      | Honda  | Detalhes |
| 2010 | Estoril  | Marc Márquez    | Derbi   | Stefan Bradl     | Suter   | Jorge Lorenzo     | Yamaha | Detalhes |
| Ano  | Pista    | 125cc           | 125cc   | 250cc            | 250cc   | MotoGP            | MotoGP | Resumo   |
| Ano  | Pista    | Piloto          | Moto    | Piloto           | Moto    | Piloto            | Moto   | Resumo   |
| 2009 | Estoril  | Pol Espargaró   | Derbi   | Marco Simoncelli | Gilera  | Jorge Lorenzo     | Yamaha | Detalhes |
| 2008 | Estoril  | Simone Corsi    | Aprilia | Alvaro Bautista  | Aprilia | Jorge Lorenzo     | Yamaha | Detalhes |
| 2007 | Estoril  | Héctor Faubel   | Aprilia | Alvaro Bautista  | Aprilia | Valentino Rossi   | Yamaha | Detalhes |
| 2006 | Estoril  | Álvaro Bautista | Aprilia | Andrea Dovizioso | Honda   | Toni Elías        | Honda  | Detalhes |
| 2005 | Estoril  | Mika Kallio     | KTM     | Casey Stoner     | Aprilia | Alex Barros       | Honda  | Detalhes |
| 2004 | Estoril  | Héctor Barberá  | Aprilia | Toni Elías       | Honda   | Valentino Rossi   | Yamaha | Detalhes |
| 2003 | Estoril  | Pablo Nieto     | Aprilia | Toni Elías       | Aprilia | Valentino Rossi   | Honda  | Detalhes |
| 2002 | Estoril  | Arnaud Vincent  | Aprilia | Fonsi Nieto      | Aprilia | Valentino Rossi   | Honda  | Detalhes |
| Ano  | Pista    | 125cc           | 125cc   | 250cc            | 250cc   | 500cc             | 500cc  | Resumo   |
| Ano  | Pista    | Piloto          | Moto    | Piloto           | Moto    | Piloto            | Moto   | Resumo   |
| 2001 | Estoril  | Manuel Poggiali | Gilera  | Daijiro Kato     | Honda   | Valentino Rossi   | Honda  | Detalhes |
| 2000 | Estoril  | Emilio Alzamora | Honda   | Daijiro Kato     | Honda   | Garry McCoy       | Yamaha | Detalhes |

| Ano  | Pista  | 80cc           | 80cc  | 125cc        | 125cc | 250cc      | 250cc | 500cc        | 500cc  |
| Ano  | Pista  | Piloto         | Moto  | Piloto       | Moto  | Piloto     | Moto  | Piloto       | Moto   |
| ---- | ------ | -------------- | ----- | ------------ | ----- | ---------- | ----- | ------------ | ------ |
| 1987 | Jarama | Jorge Martinez | Derbi | Paolo Casoli | MBA   | Anton Mang | Honda | Eddie Lawson | Yamaha |

### Múltiplas vitórias (pilotos)
| # Vit | Piloto           | Vitórias  | Vitórias               |
| # Vit | Piloto           | Categoria | Anos                   |
| ----- | ---------------- | --------- | ---------------------- |
| 5     | Valentino Rossi  | MotoGP    | 2002, 2003, 2004, 2007 |
| 5     | Valentino Rossi  | 500 cc    | 2001                   |
| 3     | Toni Elías       | MotoGP    | 2006                   |
| 3     | Toni Elías       | 250 cc    | 2003, 2004             |
| 3     | Álvaro Bautista  | 250 cc    | 2007, 2008             |
| 3     | Álvaro Bautista  | 125 cc    | 2006                   |
| 3     | Jorge Lorenzo    | MotoGP    | 2008, 2009, 2010       |
| 2     | Daijiro Kato     | 250 cc    | 2000, 2001             |
| 2     | Stefan Bradl     | Moto2     | 2010, 2011             |
| 2     | Casey Stoner     | MotoGP    | 2012                   |
| 2     | Casey Stoner     | 250 cc    | 2005                   |
| 2     | Marc Márquez     | Moto2     | 2012                   |
| 2     | Marc Márquez     | 125 cc    | 2010                   |
| 2     | Raúl Fernández   | Moto2     | 2021                   |
| 2     | Raúl Fernández   | Moto3     | 2020                   |
| 2     | Fabio Quartararo | MotoGP    | 2021, 2022             |
| 2     | Pedro Acosta     | Moto2     | 2023                   |
| 2     | Pedro Acosta     | Moto3     | 2021                   |
| 2     | Daniel Holgado   | Moto3     | 2023, 2024             |

### Múltiplas vitórias (construtores)
| # Vit | Piloto  | Vitórias  | Vitórias                                 |
| # Vit | Piloto  | Categoria | Anos                                     |
| ----- | ------- | --------- | ---------------------------------------- |
| 13    | Honda   | MotoGP    | 2002, 2003, 2005, 2006, 2011, 2012       |
| 13    | Honda   | 500 cc    | 2001                                     |
| 13    | Honda   | 250 cc    | 1987, 2000, 2001, 2004, 2006             |
| 13    | Honda   | 125 cc    | 2000                                     |
| 12    | Aprilia | 250 cc    | 2002, 2003, 2005, 2007, 2008             |
| 12    | Aprilia | 125 cc    | 2002, 2003, 2004, 2006, 2007, 2008, 2011 |
| 9     | Yamaha  | MotoGP    | 2004, 2007, 2008, 2009, 2010, 2021, 2022 |
| 9     | Yamaha  | 500 cc    | 1987, 2000                               |
| 6     | KTM     | MotoGP    | 2020                                     |
| 6     | KTM     | Moto3     | 2012, 2020, 2021, 2023                   |
| 6     | KTM     | 125 cc    | 2005                                     |
| 6     | Kalex   | Moto2     | 2011, 2020, 2021, 2022, 2023, 2024       |
| 4     | Ducati  | MotoGP    | 2023, 2024                               |
| 4     | Ducati  | MotoE     | 2024 Cor. 1, 2024 Cor. 2                 |
| 3     | Derbi   | 125 cc    | 2009, 2010                               |
| 3     | Derbi   | 80 cc     | 1987                                     |
| 2     | Gilera  | 250 cc    | 2009                                     |
| 2     | Gilera  | 125 cc    | 2001                                     |
| 2     | Suter   | Moto2     | 2010, 2012                               |

### Vitórias por país
| # Vit | Piloto         | Vitórias  | Vitórias                                       |
| # Vit | Piloto         | Categoria | Anos                                           |
| ----- | -------------- | --------- | ---------------------------------------------- |
| 29    | Espanha        | MotoGP    | 2006, 2008, 2009, 2010, 2011, 2024             |
| 29    | Espanha        | Moto2     | 2012, 2021, 2023, 2024                         |
| 29    | Espanha        | 250 cc    | 2002, 2003, 2004, 2007, 2008                   |
| 29    | Espanha        | Moto3     | 2020, 2021, 2022, 2023, 2024                   |
| 29    | Espanha        | 125 cc    | 2000, 2003, 2004, 2006, 2007, 2009, 2010, 2011 |
| 29    | Espanha        | 80 cc     | 1987                                           |
| 12    | Itália         | MotoGP    | 2002, 2003, 2004, 2007, 2023                   |
| 12    | Itália         | 500 cc    | 2001                                           |
| 12    | Itália         | 250 cc    | 2006, 2009                                     |
| 12    | Itália         | 125 cc    | 1987, 2008                                     |
| 12    | Itália         | MotoE     | 2024 Cor. 1, 2024 Cor. 2                       |
| 4     | Alemanha       | Moto2     | 2010, 2011                                     |
| 4     | Alemanha       | 250 cc    | 1987                                           |
| 4     | Alemanha       | Moto3     | 2012                                           |
| 4     | Austrália      | MotoGP    | 2012                                           |
| 4     | Austrália      | 500 cc    | 2000                                           |
| 4     | Austrália      | Moto2     | 2020                                           |
| 4     | Austrália      | 250 cc    | 2005                                           |
| 3     | França         | MotoGP    | 2021, 2022                                     |
| 3     | França         | 125 cc    | 2002                                           |
| 2     | Japão          | 250 cc    | 2000, 2001                                     |
| 2     | Estados Unidos | 500 cc    | 1987                                           |
| 2     | Estados Unidos | Moto2     | 2012                                           |